# Patrice Bessac
Pour les articles homonymes, voir Bessac (homonymie).
Patrice Bessac, né le 17 juin 1978 à Agen, est un homme politique français.
Membre du Parti communiste français depuis 1997, il entre au comité national de ce parti en 2000 et en est le porte-parole de 2006 à 2017.
Il est conseiller régional d'Île-de-France de 2006 à 2015. Maire de Montreuil depuis 2014, il est élu président de l'établissement public territorial Est Ensemble en juillet 2020.

## Parcours politique

### Responsabilités au PCF
Patrice Bessac adhère en 1997 au PCF, alors qu'il est étudiant en philosophie à Toulouse. 
Après ses études, il devient collaborateur au Parlement européen, en 1999, puis attaché de presse de Marie-George Buffet après le XXXIe congrès en 2001, au cours duquel celle-ci est élue secrétaire nationale du parti. 
Parallèlement, Patrice Bessac anime le collectif de lutte contre les discriminations liées à l'orientation sexuelle du comité national, avant d'entrer au conseil national en 2000, lors du congrès de Martigues, puis au comité exécutif national en 2005. 
Lors du XXXIIIe congrès en 2006, Patrice Bessac est élu secrétaire de la fédération de Paris ainsi que porte-parole du PCF chargé des questions relatives à l’Europe, au monde, à la politique économique et à l'environnement, puis à la direction collégiale au congrès suivant, chargé de la formation, des expérimentations et des transformations du PCF. Il demeure porte-parole jusqu'en 2017.
Pendant la campagne de Marie-George Buffet pour l'élection présidentielle de 2007, il coanime le pôle Communication.
Au XXXVIe congrès du PCF, en 2013, il est réélu au comité exécutif national du parti ainsi qu'à sa coordination.
De novembre 2016 à octobre 2019, Patrice Bessac préside l'Association nationale des élus communistes et républicains,.

### Conseiller régional
Il est élu sur la liste « gauche populaire et citoyenne », menée par Marie-George Buffet, lors des élections régionales de 2004 en Île-de-France.
Lors des élections régionales de 2010, il est candidat sur la liste parisienne du Front de gauche, au premier tour. Puis, à la suite de la fusion des listes de gauche, il se retrouve sur la liste menée par Jean-Paul Huchon dans le département de la Seine-Saint-Denis, où il est réélu conseiller régional.

### Maire de Montreuil

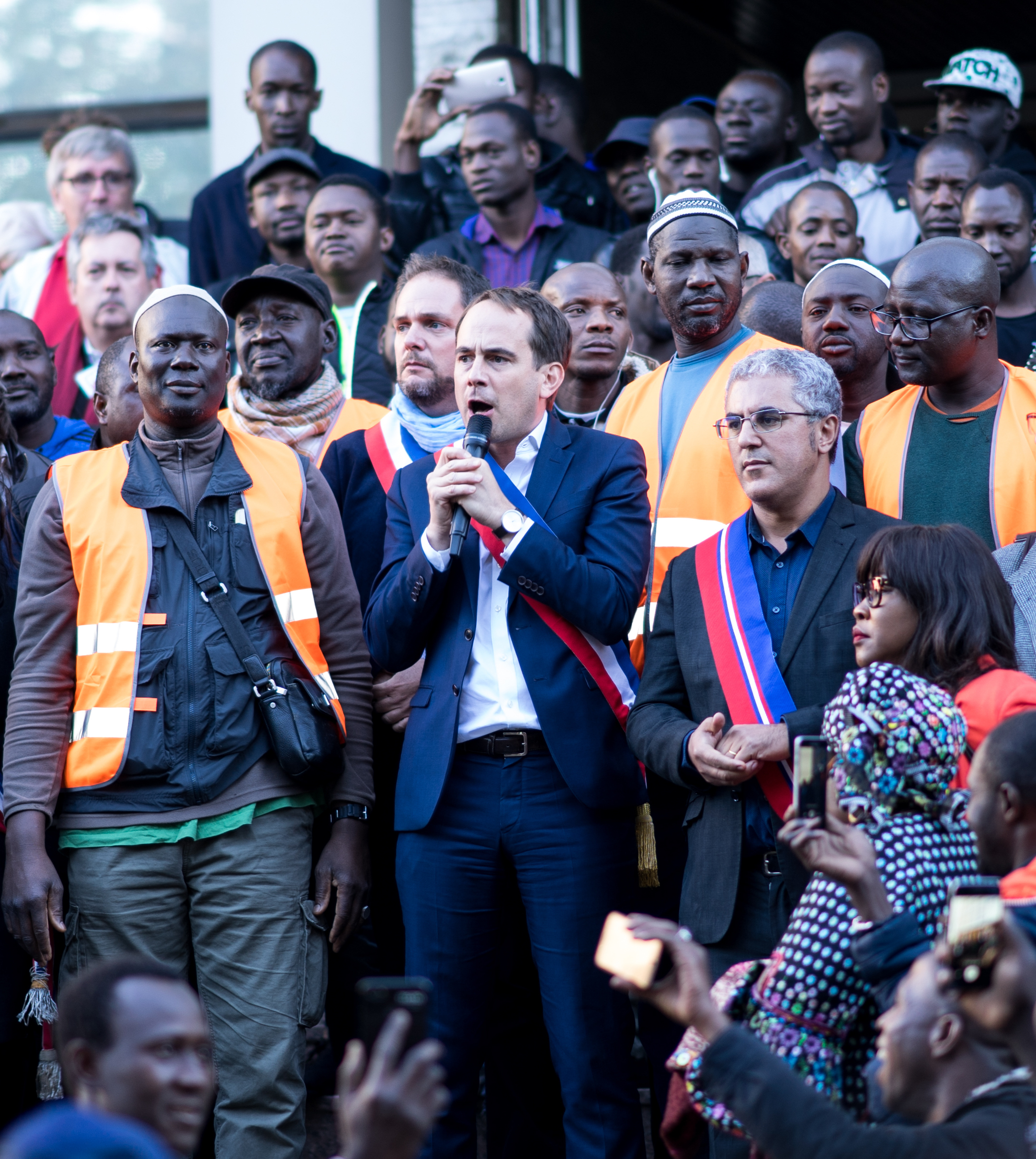
Patrice Bessac (au centre) le 26 septembre 2018.

Candidat aux élections municipales de Montreuil de 2014, Patrice Bessac conduit la liste du Front de gauche « Montreuil avenir » qui obtient 18,8 % au premier tour, arrivant deuxième derrière celle de Jean-Pierre Brard, ancien maire communiste de la commune. Après fusion avec la liste du candidat écologiste Ibrahim Dufriche (15,25 %) et celle du socialiste Razzy Hammadi (9,8 %), la liste est élue au second tour le 30 mars avec 37,06 % des voix en quadrangulaire contre Jean-Pierre Brard (dissident PCF) 35,39 %, Manon Laporte (UMP) 18,14 % et Mouna Viprey (DVG) 9,39 %. Le 5 avril, Patrice Bessac est élu maire de la ville par le nouveau conseil municipal.
En octobre 2015, il opère un remaniement de son équipe municipale en redistribuant les délégations de ses adjoints écologistes. Il lui est reproché une pratique de favoritisme et l'opacité des financements.
En mars 2016, Patrice Bessac dénonce dans une lettre adressée au Président François Hollande les conséquences négatives pour les communes et pour l'économie nationale qu'entraîne la réduction des dotations de l'État aux collectivités locales.
À la veille du 100e congrès des maires de France de novembre 2017, Patrice Bessac dénonce à nouveau le manque de moyens financiers dont souffrent les communes et souligne la nécessité pour les maires de se faire entendre du gouvernement,.
Pour les municipales de 2020, Patrice Bessac brigue un deuxième mandat, avec le soutien du Parti socialiste, de La France insoumise et de plusieurs autres organisations de gauche. La liste qu'il conduit l'emporte au premier tour avec 51 % des suffrages exprimés, dans un contexte de forte abstention (66 %) que peuvent expliquer les annonces concernant le coronavirus.

### Président d'Est Ensemble
Le 10 juillet 2020, il est élu président d'Est Ensemble face au socialiste Gérard Cosme.

## Vie privée
Patrice Bessac est ouvertement homosexuel.